# 爪哇白豆蔻
爪哇白豆蔻为姜科砂仁属下的一个种，原產爪哇和蘇門答臘。